# Ken Thompson
Kenneth Lane Thompson (rođen 4. veljače 1943.), obično zvan samo kao Ken Thompson (ili jednostavno Ken u hakerskim krugovima), je američki pionir računarstva, istaknut u svojem radu na programskom jeziku B i razvijanju operacijskih sustava UNIX i Plan 9 from Bell Labs. Thompson je također jedan od autora Go-a, programskog jezika razvijenog u Googleu.

## Životopis
Thompson se rodio u New Orleansu, Louisiana, SAD. Stekao je titulu bakalaureata 1965. te magisterij 1966., oboje u električnom inženjerstvu i računarstvu, na Sveučilištu Kalifornije u Berkeleyu, gdje mu je magistarski mentor bio Elwyn Berlekamp.
1960-ih su Thompson i Dennis Ritchie radili na operacijskom sustavu Multics. Dok su pisali Multics, Thompson je stvorio programski jezik Bon. Na kraju su oboje odustali od projekta Multics kako je ovaj s vremenom postajao presložen, a naučeno su prenijeli u Bell Labs, gdje su 1969. Thompson i Ritchie bili principijelni tvorci operacijskog sustava UNIX. Tu je Thompson stvorio programski jezik B, prethodnika Ritchiejevog C-a.
Thompson je razvio CTSS verziju uređivača teksta QED, koja je uključivala regularne izraze za pretraživanje teksta. QED i Thompsonov kasniji uređivač ed (pretpostavljeni uređivač na Unixu) su naširoko doprinijeli popularizaciji regularnih izraza, koji su prethodno bili smatrani samo alatom (ili igračkom) za logičare. Regularni su se izrazi s vremenom raširili u Unix programima za obradu teksta (kao što je grep). Gotovo svi današnji programi koji podržavaju regularne izraze koriste neku varijantu Thompsonove notacije za njih.
Skupa s Josephom Condonom, stvorio je sklopovlje i programsku podršku za računalo za igranje šaha Belle. Također je napisao programe za generiranje potpunih enumeracija završavanja poteza u šahu, za sva završavanja od 4, 5 i 6 dijelova, dopuštajući računalnim programima koji igraju šah da naprave "savršene" poteze jednom kad je dosegnuta pozicija u njima pohranjena. Kasnije, uz pomoć stručnjaka sa završnice u šahu Johna Roycrofta, Thompson je dijelio svoje prve rezultate na CD-ROM-u.
Thompsonov stil programiranja je utjecao na druge, napose u konciznosti izraza i preferencijom čistih naredbi.
Kasne 2000., Thompson odlazi iz Bell Labsa.
Radio je u Entrisphere, Inc kao fellow sve do 2006., i sad radi u Googleu.

## Nagrade

### Turingova nagrada
1983. Thompson i Ritchie su zajednički primili Turingovu nagradu za zajednički razvoj generičke teorije operacijskih sustava te specifično prilikom ostvarenja operacijskog sustava UNIX. Njegov govor prilikom prihvaćanja, "Reflections on Trusting Trust  Arhivirana inačica izvorne stranice od 25. svibnja 2012. (Wayback Machine)", je predstavio napad stražnjim vratima poznat kao Thompsonov hak, a koji se na svojstven mu način naširoko smatra vrlo plodnosnim radom u računalnoj sigurnosti.

### Nacionalna medalja tehnologije
27. travnja 1999. Thompson i Ritchie su zajednički primili Nacionalnu medalju tehnologije za 1998. godinu od strane predsjednika Billa Clintona za zajednički izum operacijskog sustava UNIX i programskog jezika C koji su vodili ka enormnim napredcima u računalnom sklopovlju, programskoj podršci, mrežnim sustavima i stimuliranom rastu cijele industrije, povećujući američko vodstvo u informacijskom dobu
.

### Tsutomu Kanai nagrada
1999. je Institut za električne i elektroničke inženjere odabrao Thompsona za primanje prve Tsutomu Nakani nagrade za njegovu ulogu u stvaranju operacijskog sustava UNIX, koji je desetljećima bio ključna platforma za rad raspodijeljenih sustava.

## Citati
- "U slučaju dvojbe, rabi grubu silu."
- "Već imamo perzistentne objekte, zovu se datoteke."
- "Jedan od mojih najproduktivnijih dana je bio kad sam odbacio 1000 linija koda."
- "Ako želiš negdje ići, goto naredba je najbolji način za doći tamo."
- "X server mora da je najveći program koji sam ikad vidio a koji ne radi ništa za korisnika."
- "Čin provale u računalni sustav treba imati istu socijalnu stigmu kao i provala u susjedovu kuću."

## Vanjske poveznice
- cs.bell-labs.com  Arhivirana inačica izvorne stranice od 30. kolovoza 2005. (Wayback Machine)